# تاباتينغا
تاباتينغا (بالبرتغالية: Tabatinga‏) هي بلدية تقع في البرازيل في الأمازون (ولاية).